# Desamparados (Alajuela)
Pour les articles homonymes, voir Desamparados.
Desamparados est un district costaricain qui fait partie du canton de Alajuela, dans la province de Alajuela.